# Valentin Pfeifer (Unternehmer)

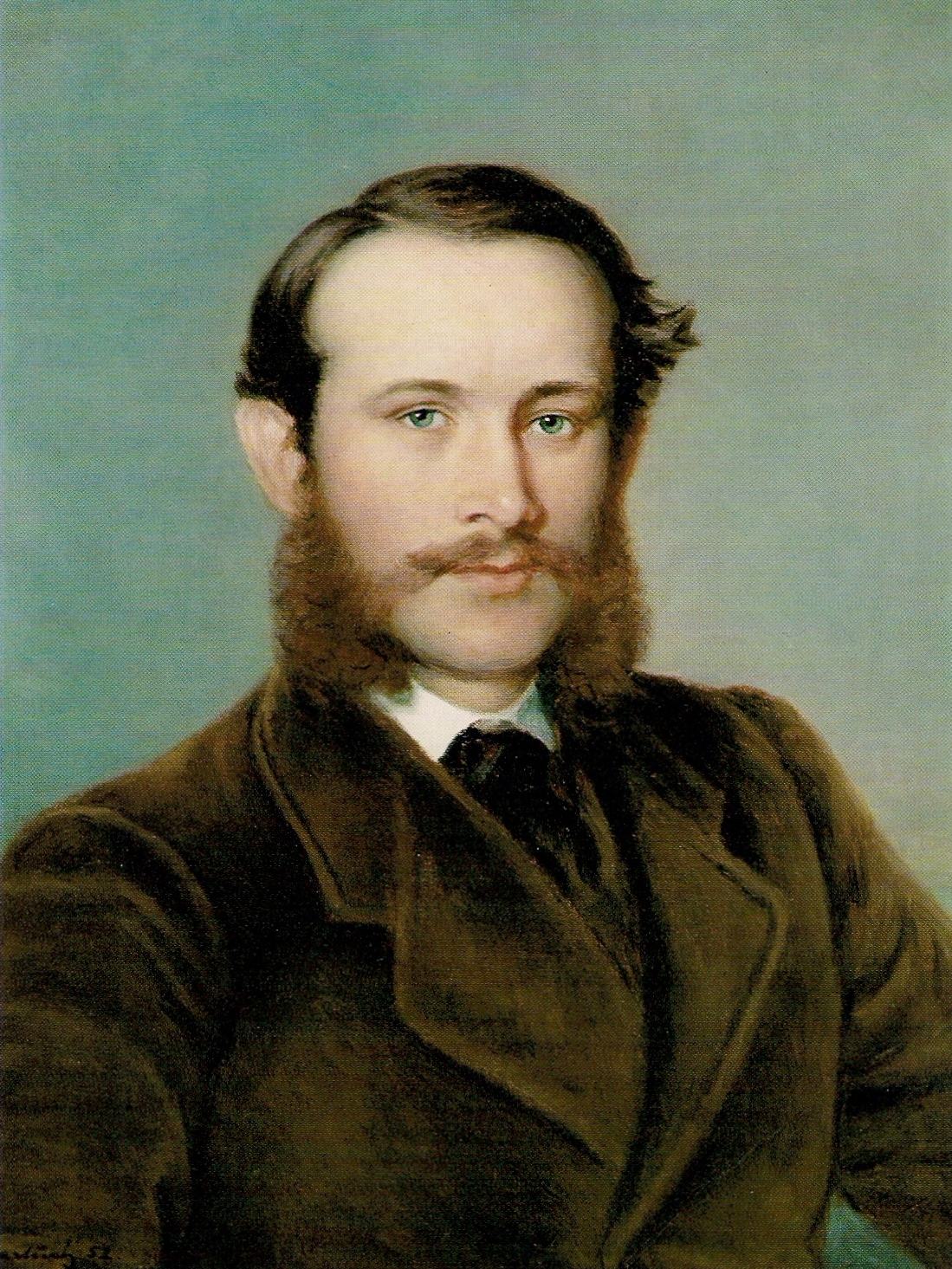
Valentin Pfeifer, geboren in Düren, um 1865

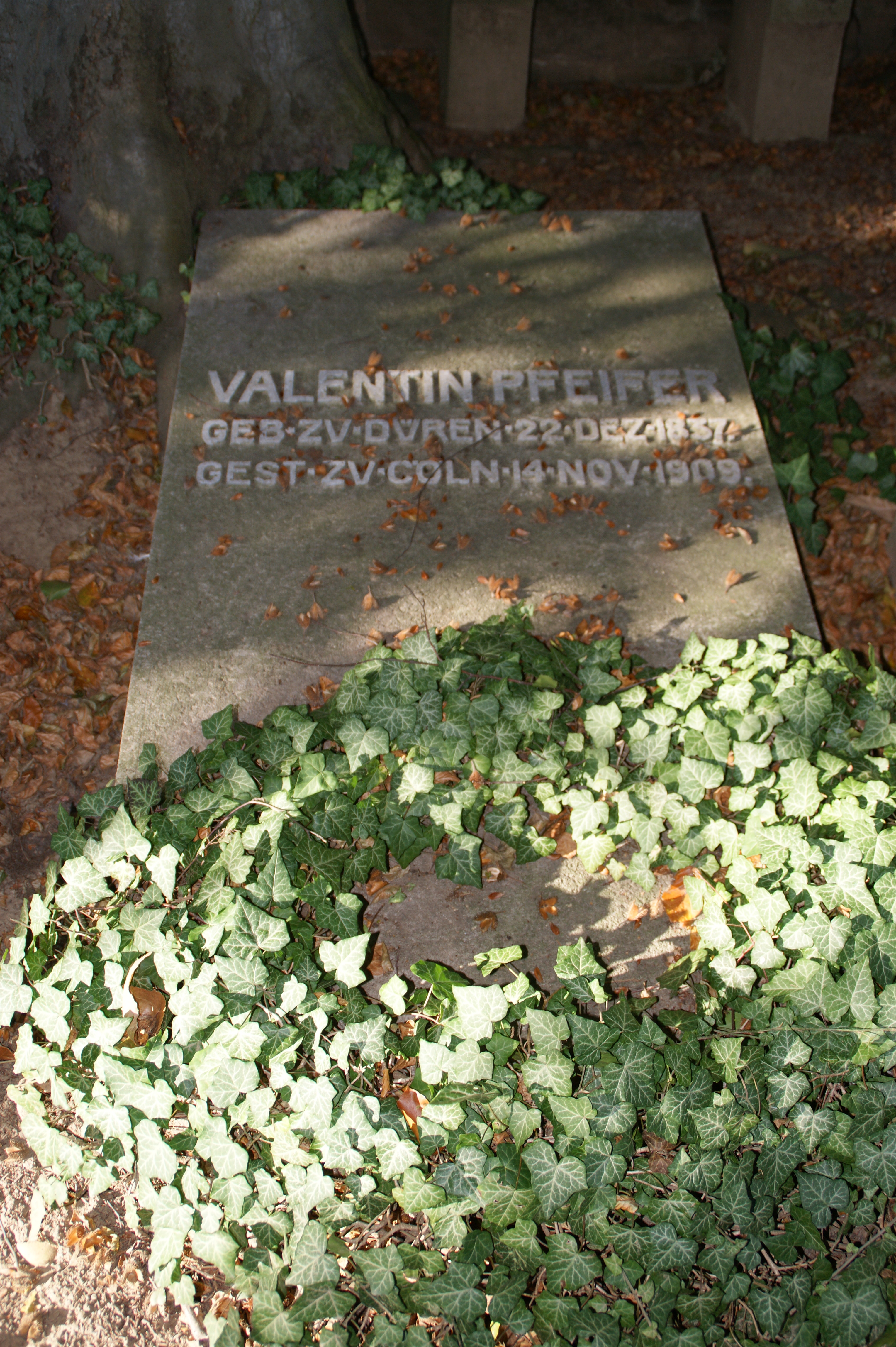
Grab von Valentin Pfeifer in Muffendorf

Valentin Pfeifer (* 22. Dezember 1837 in Düren; † 14. November 1909 in Köln) war ein deutscher Unternehmer der Zucker- und Motorenindustrie (Deutzer Gasmotorenfabrik). Das Unternehmen Pfeifer & Langen befindet sich seit seiner Gründung in Familienbesitz.

## Leben und Familie
Valentin Pfeifer wurde als zweites Kind des Dürener Papierfabrikanten und späteren Kölner Zucker-Fabrikanten Emil Pfeifer und dessen erster Ehefrau Maria Emma, geborene Hoesch (1814–1845), in Düren geboren. Maria Emma stammte aus der Bergbau- und Hüttenwerk-Familie Hoesch. Valentin studierte in Berlin Philosophie und in Bonn Ökonomie. Er heiratete am 12. Mai 1866 die in Berlin geborene Hedwig Amalie Adelheid, geborene Matzerath (* 4. März 1866 in Berlin; † 27. November 1911 in Köln). Hedwigs Eltern waren Christian Joseph Matzerath aus Linnich und die aus Berlin stammende Amalie Auguste Pauline, geb. Löwe (1821–1853). Christian Joseph Matzerath war Geheimer Regierungsrat und Mitglied der Direktion der Köln-Mindener Eisenbahn-Gesellschaft.
Valentin und Hedwig hatten vier Kinder:
- Max Valentin (1867–1871) starb an den Folgen einer Ruhrerkrankung.

- Pauline Elisabeth (1869–1953) heiratete 1890 Joseph Mayer (1857–1914), Sohn einer in und bei Köln begüterten Familie. Dieser Ehe entstammten vier Kinder.

- Pauline Marie (1872–1953) war das dritte Kind. Sie ehelichte 1891 in Köln Dr. Carl Joest (1858–1942), der aus einer alten Kölner Familie stammte, die zu den Pionieren der rheinischen Zuckerwirtschaft gehörte. Aus dieser Ehe gingen vier Kinder hervor.

- Max Valentin Eugen (1875–1942), geboren in Ossendorf, ehelichte 1903 Wilhelmine Else, geborene Andreae (1879–1962), Tochter des Rittergutbesitzers Paul Christoph Andreae und seiner Ehefrau Emmy, geborene Peltzer, die in Belgien geboren war.

Aus dieser Ehe gingen vier Kinder hervor:
- Hedwig Irene Adelheid (1904–2000) erblickte auf dem Sittarder Hof bei Elsdorf das Licht der Welt. Sie blieb unverheiratet und war in caritativen Diensten tätig.

- Herbert Valentin (1905–1943) wurde auf dem Sittarder Hof geboren. Er heiratete 1937 Margarete Jankowski, die Ehe blieb kinderlos. Herbert trat 1932 bei Pfeifer & Langen, ein wo er nach seiner Einarbeitungszeit zweiter Direktor im Werk Elsdorf wurde. Er ist im Zweiten Weltkrieg in der Sowjetunion gefallen.

- Hedwig (gen. „Heidy“) Margot Eugenie Anna (1907–1972) wurde in Köln geboren. Sie heiratete 1929 Dr.-Ing. Conrad Freiherr von Gienanth (* 1903) aus Eisenberg/Pfalz. Er fiel 12. Mai 1942 an der Ostfront. Drei Kinder gingen aus dieser Ehe hervor.

- Max Joachim Friedrich August (1915–2000) wurde in Köln geboren. Er heiratete 1939 die Schweizerin Gabrielle de Courten aus Sion. Aus dieser Ehe gingen zwei Söhne hervor, 1940 Marco und 1942 Manfred. Joachim trat 1943 in das Unternehmen Pfeifer & Langen ein, wurde 1945 verantwortlicher Leiter des Werkes Elsdorf und trat 1956 in die Geschäftsführung ein.

Max Pfeifer wurde 1903 persönlich haftender Gesellschafter bei Pfeifer & Langen, wo er bis zu seinem Tode im Geschäftsführungsausschuss tätig war. Er war wie sein Vater und Großvater Aktionär bei der Deutz AG, er bekleidete dort aber keine Ämter.
Max erbte 1910 den Sittarder Hof bei Elsdorf, den seine Mutter in die Familie eingebracht hatte, er ließ das Anwesen durch Paul Otto August Baumgarten zu einem repräsentativen Herrenhaus ausbauen. (Der Sittarder Hof wurde 2010 geräumt und fiel dem Braunkohleabbau zum Opfer.)

## Wohnsitze
Pfeifer besaß außer einer Villa an der Rochusstraße nahe dem Frohnhof in (Köln-)Ossendorf das repräsentative Palais Kaiser-Wilhelm-Ring 31, das er sich vom Kölner Architekten Hermann Otto Pflaume hatte erbauen lassen. Es wurde um 1931 abgerissen, weil durch die Bau- und Bodenspekulation solche Anwesen an den Ringen nicht mehr rentabel waren. Der Frohnhof wurde 1934 von der Stadt gekauft und der Park zu einer öffentlichen Grünanlage gemacht, die – dem Zeitgeist geschuldet – Richthofen-Park genannt wurde.
Ende 1898 kaufte Pfeifer zusammen mit seinem Schwiegersohn Joseph Mayer in Muffendorf, oberhalb von Bad Godesberg, die ehemalige Kommende Muffendorf. Während der Sommermonate lebten die Familien in Muffendorf. In seinen letzten Lebensjahren wurde das repräsentative Schloss sein Sommerwohnsitz. Valentins Halbbruder Eugen Pfeifer erwarb im Bonner Ortsteil Friesdorf ebenfalls 1897/1898 ein Gutshaus, das Haus Annaberg, in der Familie „Tusculum“ genannt.
Valentin Pfeifer und seine Frau Hedwig wurden auf dem Friedhof bei der Kirche Alt St. Martin in Muffendorf / Bad Godesberg (heute Bonn) beigesetzt. Das Grab wird von den Nachkommen gepflegt und steht unter Natur- und Denkmalschutz.

## Wirken
1865 wurde er Mitgesellschafter im Unternehmen seines Vaters Emil in Köln, zugleich stellte die Firma den jungen Ingenieur Eugen Langen als technischen Leiter ein. 1870 wurde durch diese drei die Firma Pfeifer & Langen mit Sitz in Köln gegründet, die eine moderne Rübenzuckerfabrik in Elsdorf und wenig später (1879) auch in Euskirchen aufbaute. Die beiden jungen etwa gleich alten Partner Valentin und Eugen harmonierten gut mit dem erfahrenen Senior Emil Pfeifer. Schon 1872 beteiligten sich diese drei an der Gasmotorenfabrik Deutz des Ingenieurs Nicolaus Otto. Außerdem verwaltete Valentin Pfeifer noch die landwirtschaftlichen Güter der Familie, insbesondere den Frohnhof in Köln-Ossendorf und in Elsdorf den ehemaligen Sittarder Hof, auf denen vor allem Zuckerrüben angebaut wurden.
Politisches Engagement zeigte er 1874–1888 als Mitglied des Rates der bis 1888 noch selbstständigen Bürgermeisterei Müngersdorf, zu der das noch kleine Ossendorf gehörte.

## Stiftungen

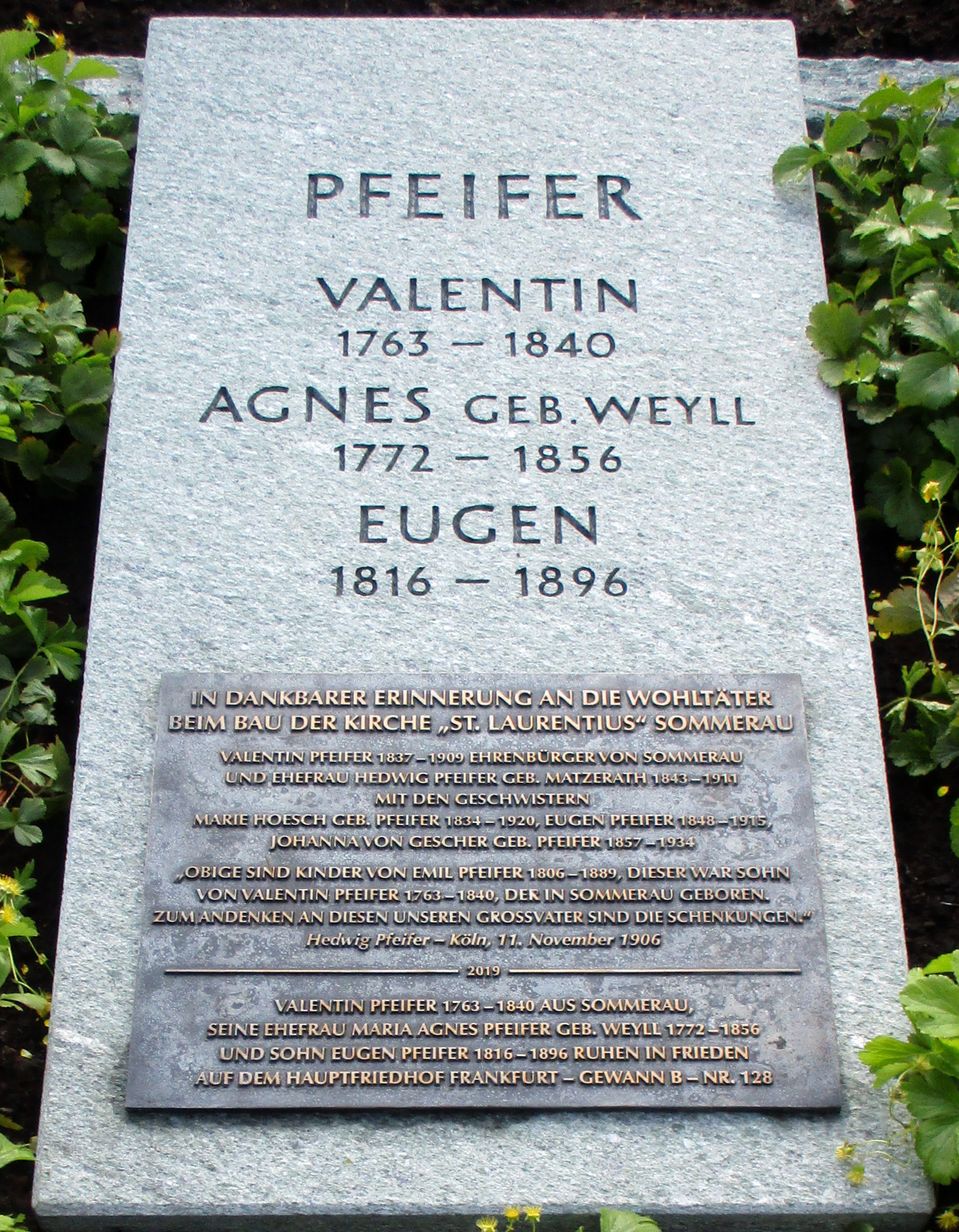
Gedenkstätte auf dem Friedhof in Sommerau, errichtet am 24. April 2019

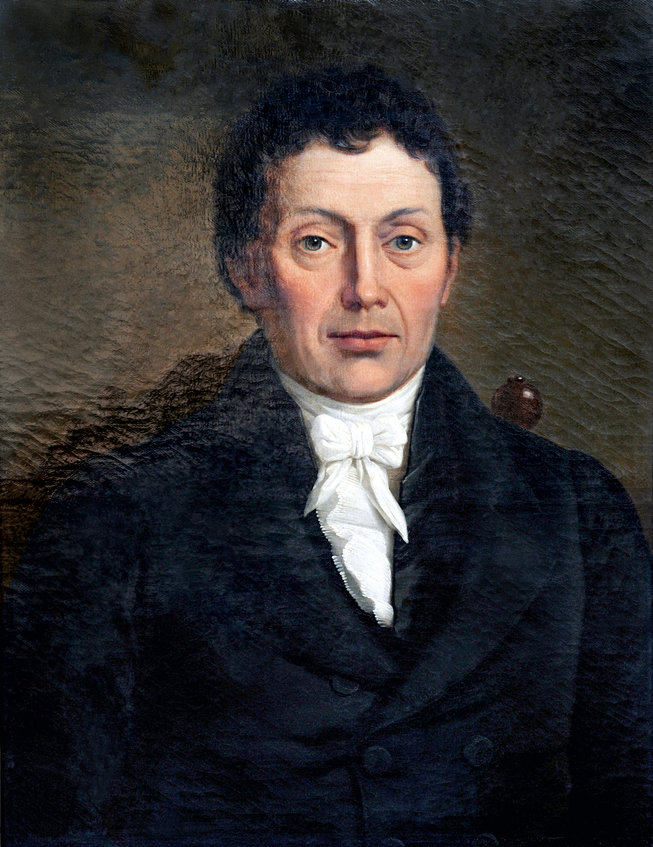
Valentin Pfeifer (1763–1840), geboren in Sommerau

- 1903/1904 finanzierte Valentin Pfeifer in Köln-Ehrenfeld den Bau und die Einrichtung einer Volksbibliothek.
- 1905 stiftete Valentin Pfeifer in Elsdorf mit 100.000 Mark das „Pfeifer-Stift“ zur Betreuung von Alten und Kranken. Es existiert in veränderter Form und mit neuen Gebäuden als Altenheim noch heute.
- 1906 spendete Valentin Pfeifer – obwohl nicht katholisch – 10.000 Mark für den Neubau der katholischen Pfarrkirche St. Laurentius in Sommerau, dem Geburtsort seines Großvaters Valentin Pfeifer. Auch seine drei Geschwister Marie Hoesch, Eugen Pfeifer und Johanna von Gescher, beteiligten sich zusätzlich mit 3.500 Mark an diesem Sommerauer Kirchenprojekt.[3] (Siehe Text auf (dem Foto) der Bronze-Tafel.)

## Ehrungen
- Wie sein Vater Emil, wurde Valentin Pfeifer 1894 zum Kommerzienrat ernannt.
- In Elsdorf ist eine Straße nach dem Industriellen benannt.
- Er wurde 1907 wegen seiner finanziellen Zuwendungen für den Kirchen-Neubau Ehrenbürger von Sommerau.